# 加里寧格勒波羅的海足球俱樂部
加里寧格勒波羅的海足球俱樂部（FC Baltika Kaliningrad）是俄羅斯的一家職業足球俱樂部。主場位於加里寧格勒。球隊參加俄羅斯全國足球聯賽的賽事。

## 外部連結
- Official website（页面存档备份，存于） （俄文）